# 革命無罪
革命無罪（かくめいむざい）は、「革命には罪が無いのだ」を意味する中国語。「造反有理」と並び中国の文化大革命で紅衛兵が連呼したスローガン。
映画『ラストエンペラー』のサウンドトラックにも紅衛兵による「造反有理！ 革命無罪！」の連呼が収録されている。